# Großröhrsdorf
Großröhrsdorf (górnołuż. Wulke Rědorjecy) – miasto w Niemczech, w kraju związkowym Saksonia, w powiecie Budziszyn. Do 31 grudnia 2016 siedziba wspólnoty administracyjnej Großröhrsdorf. W 2009 miasto liczyło 6 918 mieszkańców. Do 29 lutego 2012 w okręgu administracyjnym Drezno. 1 stycznia 2017 do miasta przyłączono gminę Bretnig-Hauswalde.

## Współpraca
Miejscowość partnerska:
- Aichstetten, Badenia-Wirtembergia